# Hazaras
Les Hazaras ou Hazâras (en dari : هزاره ; en hazara : آزره) sont une minorité ethnique vivant en Afghanistan et au Pakistan, avec une importante diaspora (ils résident principalement dans le Hazaradjat) aux origines incertaines.
Ils vivent principalement dans le centre de l'Afghanistan, au Pakistan, en Iran et au Tadjikistan, et dans une moindre mesure dans une petite partie du Turkménistan. Ils parlent des dialectes du persan, notamment le dari et le hazara.
Le peuple Hazara est facilement identifiable car il est d'origine mongole et présente des traits asiatiques,,,,.

## Des origines obscures
On se perd en conjectures sur les origines de la population hazâra, origines qui n'ont pas été entièrement reconstituées. L'hypothèse suivant laquelle ils seraient les descendants de soldats de Gengis Khan, généralement admise en raison de l'utilisation de quelques mots mongols dans leur vocabulaire, est séduisante, mais, dès 1962, Franz Schurmann (en) la mettait sérieusement en doute. Des études linguistiques et ethnologiques récentes ont confirmé que Schurmann était dans le vrai,.

« Mentionnés pour la première fois en 1417, les Hazâras faisaient vraisemblablement partie de groupes mongols nomadisant à l'est de l'Altaï, qui se sont mis en mouvement vers l'ouest. Ils ne sont probablement pas venus avec les troupes conquérantes de Gengis Khan ou de ses successeurs du XIIIe siècle, contrairement à ce que l'étymologie “militaire” de leur nom pourrait laisser supposer »

— Bernard Dupaigne et Gilles Rossignol.
Une troisième théorie, la plus acceptée sur le plan académique, soutient que les Hazaras sont un groupe hétérogène. Ce n'est pas tout à fait incompatible avec la descente des forces mongoles militaires. Ainsi, les Mongols Nikoudari se sont installés en Perse orientale et mélangés avec les populations indigènes, puis une seconde vague composée principalement de Djaghataï, provenant de l'Asie centrale, a été suivie par d'autres turco-mongoles, associées aux Ilkhanides (chassés de Perse) et aux Timourides, qui se sont tous installés dans le Hazarajat et mélangés avec la population persanophone locale, formant alors un groupe distinct[réf. nécessaire].

## Langue
Les Hazaras parlent le hazara, un dialecte persan avec quelques mots d'origine turque. « Des données phonétiques, morphologiques et sémantiques attestent que le parler adopté par les Hazâras provient soit de Ghor, soit de régions adjacentes où était parlé le persan/dari. »
Les Hazaras représentent environ 10 % de la population afghane. Suivant certaines sources, ils formeraient plus d'un tiers de la population de Kaboul,. Ils occupent principalement le centre de l'Afghanistan, dans les hautes vallées dominées par les sommets de l'Hindou Kouch, mais on dénombre six groupes autour de ce noyau central, répartis dans les zones ou districts suivants : Koh-e Bâbâ, Cheikh Ali (entre Bâmiyân et Doāb), Badakhchan, Aimak, Taïmanis et Berberis (au sud-est de Mechhed).
Ils sont presque tous chiites duodécimains, à l'exception d'un petit groupe à l'ouest de Dochi qui se rattache à l'ismaélisme, et de quelques populations sunnites. De nombreux Hazaras sont chrétiens et la plupart des chrétiens d'Afghanistan sont des Hazaras. Les chrétiens Hazara sont pour la plupart convertis au christianisme, mais beaucoup ont toujours été chrétiens. Les chrétiens Hazara vivent principalement en Europe et les chrétiens Hazara en Afghanistan, en Iran et au Pakistan gardent leur religion secrète,,.
La principale ville du Hazaradjat est Bâmiyân, siège du gouvernorat de la province du même nom. Bâmiyân est célèbre pour les bouddhas géants creusés dans la falaise, qui ont été détruits par les talibans en 2001.

## Distribution géographique

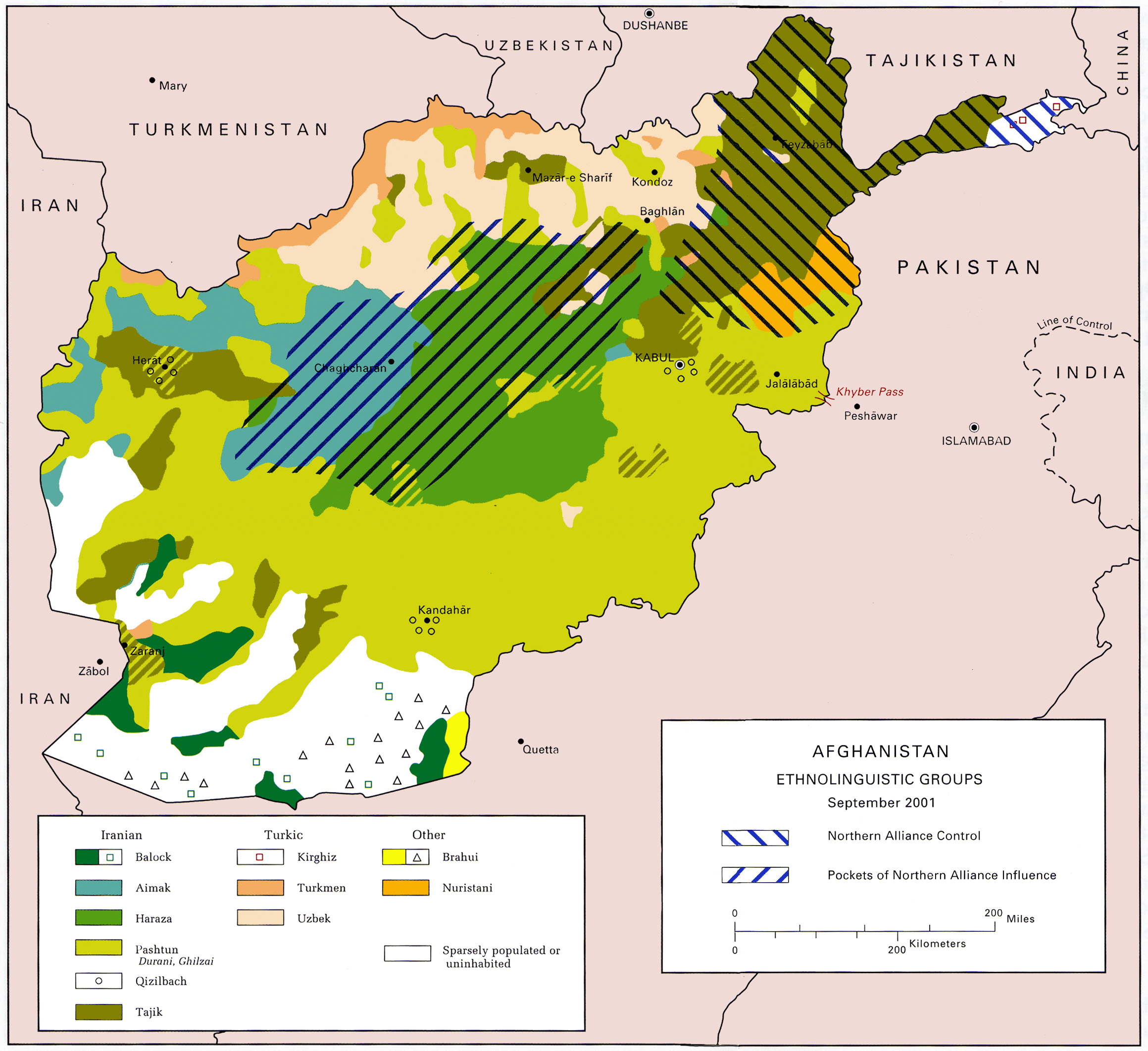

### Diaspora
Selon l'anthropologue Alessandro Monsutti, la migration serait le mode de vie traditionnel du peuple Hazara, à en juger par des migrations saisonnières et historiques qui n'ont jamais cessé et ne semblent pas être dictées uniquement par des situations d'urgence telles que la guerre.
Outre les principales populations de Hazaras à Quetta (Pakistan), où beaucoup ont atteint des positions socialement élevées, et en Iran, il existe des communautés en Australie, Nouvelle-Zélande, au Canada, aux États-Unis, au Royaume-Uni et dans les pays d'Europe du Nord tels la Suède et le Danemark. L'Australie compte de nombreux étudiants, aux côtés d'une population d'origine afghane qui y a migré soit sous un statut de réfugié, soit grâce à des visas de travail.

### Hazaras au Pakistan

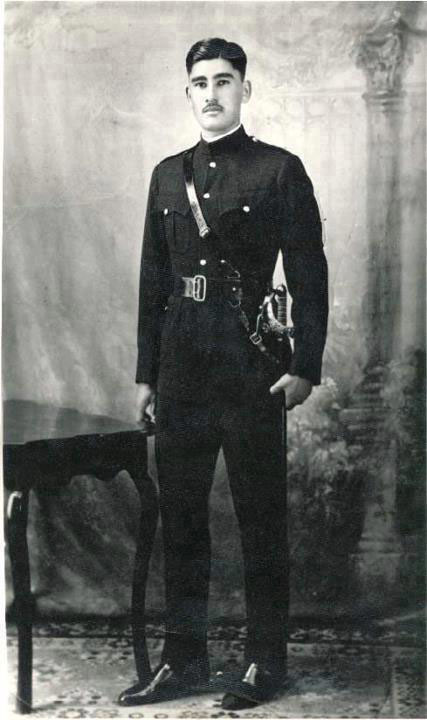
Le général Muhammad Musa.

Initialement, les Hazaras qui exerçaient des travaux saisonniers subalternes en Inde, se rendaient au Pakistan pendant les mois d'hiver pour travailler dans les mines de charbon, la construction de routes lors de l'expansion britannique dans le Sind, le Baloutchistan et au Khyber Pakhtunkhwa. La première trace des Hazaras dans les limites du Pakistan actuel remonte à 1835, dans une compagnie de sapeurs ayant participé à la guerre anglo-afghane. On en retrouve d'autres dans des fermes agricoles du Sind et lors de la construction du barrage de Soukkour. Par la suite, une partie d'entre eux s'est installée définitivement dans le pays.
Au Pakistan, la plupart des Hazaras vivent dans et autour de Quetta, la capitale de la province de Baloutchistan, ainsi qu'à Karachi, Hyderabad et Sanghar. Ils forment une communauté assez prospère ayant contribué au commerce local, occupé des postes élevés au sein du gouvernement du Baloutchistan, ainsi qu'au sein du gouvernement fédéral. Ils sont également représentés dans les services de police locaux. Cependant, des cas récurrents de discrimination et de violence sectaire perpétrées contre eux ont été rapportés,. Six cents membres de leur communauté pakistanaise auraient été tués entre 1999 et 2011, selon des responsables locaux Hazara.
Haider Ali Karmal Jaghori, un penseur politique hazara au Pakistan a fortement contribué à l'étude de l'histoire politique du peuple hazara dans ce pays. Le Hazara le plus notable au Pakistan a été le général Muhammad Musa, qui a servi comme commandant en chef de l'armée pakistanaise de 1958 à 1966. Un autre Hazara notable, Hussain Ali Yousafi, était le président du Parti démocratique Hazara.

## Une économie de subsistance

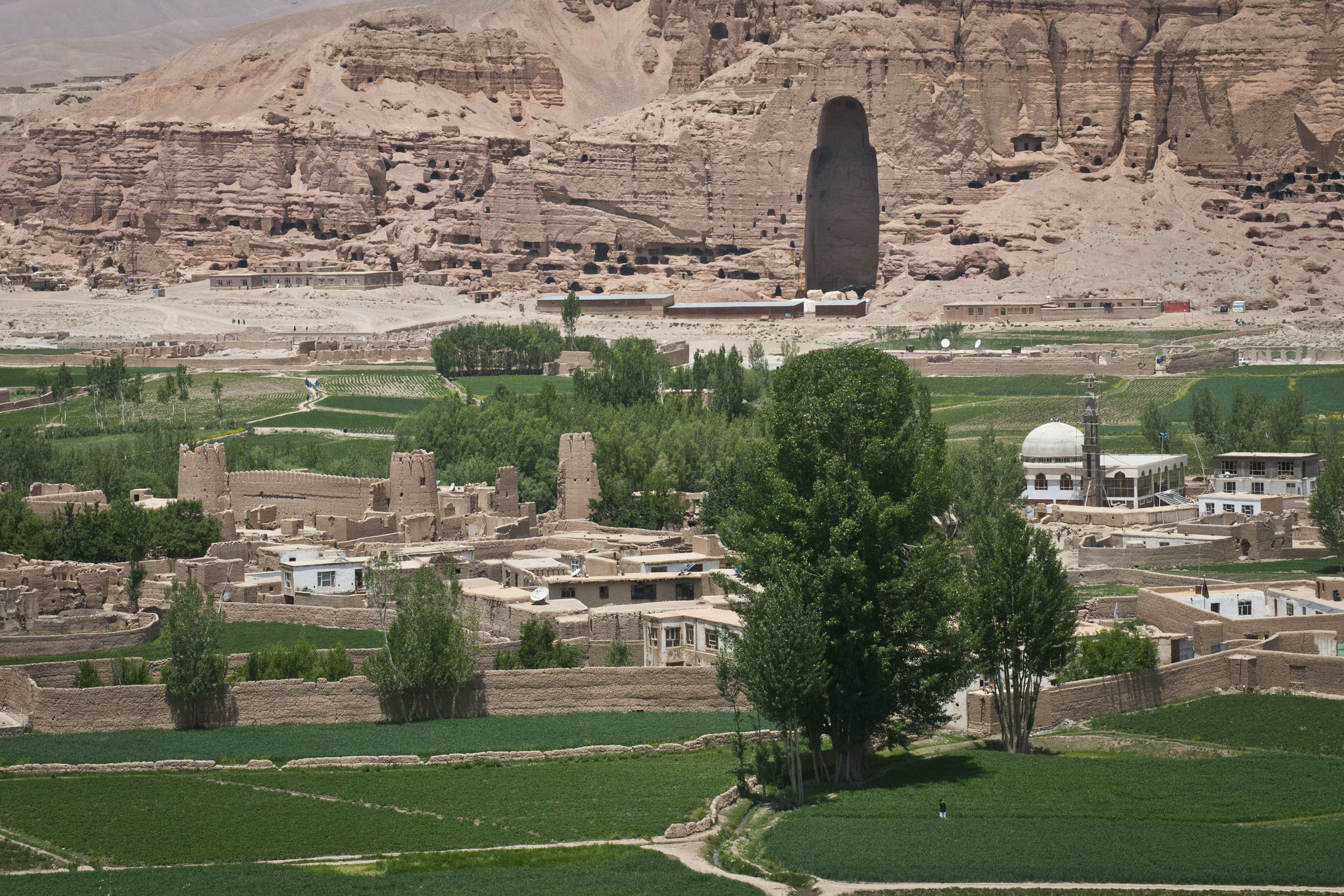
Cultures dans la vallée de Bâmiyân (2005). Au fond, la falaise avec la niche vide du grand Bouddha.

Dans les hautes vallées du Hazâradjat, les terres arables sont rares, les pâturages médiocres, et les hivers rigoureux sont interminables. Les rendements de blé de printemps, récolté fin août début septembre sont très faibles, de l'ordre de 3,5 quintaux à l'hectare. Dans les terres les plus hautes, on sème plutôt de l'orge. Les paysans hazâras élèvent surtout des moutons et des chèvres, qui sont conduits à la belle saison dans des pâturages d'altitude.
Les productions agricoles sont transformées et consommées sur place. L'équilibre alimentaire est fragile dans ces régions enneigées six mois par an : « Les paysans ont peu de réserves monétaires pour acheter du blé en cas de disette ou au moment de la soudure. Le Hazâradjat est en état de sous alimentation chronique. La solution est l'émigration temporaire ».
La laine des moutons est filée à la main par les femmes, qui confectionnent des vêtements d'hiver, des tapisseries de laine, ainsi que des étoffes épaisses pour couvrir le sol (qui se vendaient en abondance à Kaboul). Les femmes sont également d'habiles brodeuses (plastrons pour les robes, bourses et pochettes, ceintures, napperons, sacs, etc.) Les artisans hazâras excellent dans la fabrication de bijoux (colliers, parures, bracelets, amulettes).

## Discrimination et persécution

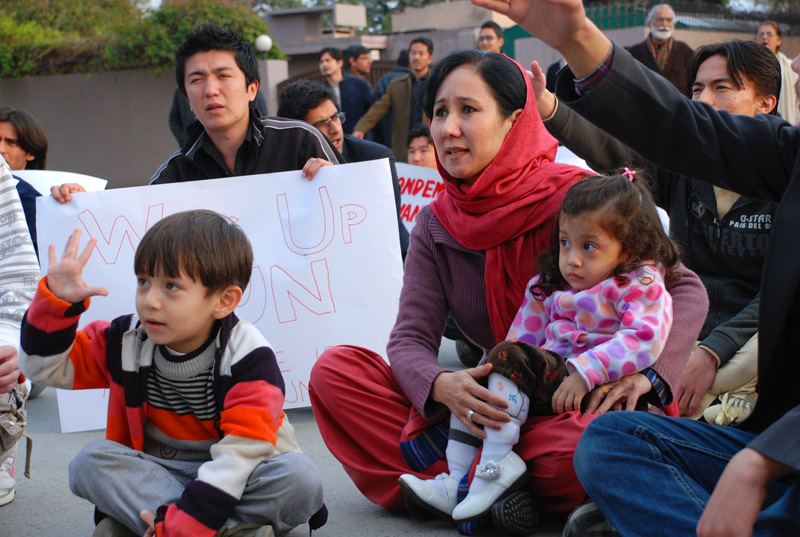
Manifestation en faveur des Hazaras à Islamabad, en 2013.

Les Hazâras n'apparaissent vraiment dans l'histoire qu'au XIXe siècle quand des témoins occidentaux rapportent qu'ils sont méprisés et parfois réduits en esclavage par d'autres ethnies[citation nécessaire]. Un chef ouzbek, Mourad Beg, se livre ainsi, au vu et au su de tous, au trafic d'esclaves hazâras pour se procurer des armes. Vers 1839, Alexander Burnes signale que les Hazaras pratiquent le troc avec les Ouzbeks, échangeant parfois leurs enfants contre des vêtements ou d'autres marchandises de première nécessité. À la fin du XIXe siècle, le médecin anglais de l'émir Abdur Rahman Khan (qui gouverne l'Afghanistan de 1880 à 1901) rapporte qu'à Kaboul un esclave mâle hazara se vendait une couronne (one crown), une femme 15 shillings...
Mal aimés, les Hazâras l'étaient à cause de leur attachement au chiisme dans un environnement très majoritairement sunnite (et l'on retrouvera cette animosité plus tard, entre 1998 et 2001, lorsque les Talibans prendront le contrôle du Hazârajat, ou Hazaradjat). Ils étaient aussi méprisés par les autres ethnies en raison de leur extrême pauvreté qui les contraignait à l'exil et à accepter les tâches les plus humbles et les plus pénibles.
La situation de sujétion dans laquelle se trouvaient les Hazâras les poussa à se révolter en 1888 contre la tutelle qu'entendait leur imposer Abdur Rahman. L'« émir de fer » obtint sans difficulté des oulémas sunnites une fatwa déclarant les Hazâras « chiites infidèles »… La répression ordonnée par l'émir en 1891-1893 fut terrible, mais devant la résistance qu'on lui opposait, il finit par accepter de négocier, mais en position de force : « Des édits ou firmans interdirent aux Hazâras l'élevage des chevaux et livrèrent une grande partie de leurs pâturages aux nomades pachtounes, les « Koutchis ». Ceux-ci reçurent en dotation de vastes espaces de parcours et finirent même par s'approprier des terres arables soit en les transformant en pâturages, soit en y faisant travailler pour leur compte les paysans ». Cette situation renforça encore l'état de sujétion dans lequel allaient demeurer ces populations, qu'elles vécurent dans le Hazâradjat ou dans d'autres régions d'Afghanistan en dépit de la suppression officielle de l'esclavage dans le royaume en 1895.
L'exode vers les villes s'accentua encore à partir des années 1930. Les Hazâras y exerceront les métiers les plus pénibles. À Kaboul notamment, ils assureront encore longtemps le ramassage des ordures ménagères, le transport de marchandises sur les charrettes à bras appelées « karachis », deviendront hommes de peine, les plus chanceux exerçant de petits métiers ou se louant comme domestiques. On estimait, dans les années 1990, que les Hazâras représentaient près du tiers de la population de Kaboul.
Le droit à l'éducation ne leur fut réellement ouvert, avec parcimonie, qu'à partir des années 1950 ou 1960, leur permettant d'accéder à certaines professions libérales et à des postes dans la fonction publique. Il fallut toutefois attendre 1978 et le régime communiste pour que deux Hazâras, Abdelkrim Missaq et Sultan Ali Kistmand, fassent partie d'un gouvernement.
Bien que la constitution afghane de 2004 garantisse l'égalité des droits pour tous ses citoyens, dans la réalité les Hazaras sont encore discriminés dans la société et la fonction publique. Peu de personnalités Hazaras sont présentes aux postes importants.
Les Hazaras sont victimes de diverses attaques terroristes, commis par des groupes armés notamment Daëch et les talibans. Facilement reconnaissables par leur visage asiatique, ils font souvent l'objet d’enlèvements durant leurs trajets entre les grandes villes. En mai 2020, une maternité gérée par MSF à Dacht-Barchi (un quartier majoritairement Hazara) a été la cible d'une attaque de Daëch durant laquelle 24 personnes ont perdu la vie dont 15 femmes, cinq nouveau-nés et deux enfants.
Depuis la prise de Kaboul en 2021, les attaques de Daesh se multiplient sans que les talibans ne tentent de les arrêter,.

## Histoire récente

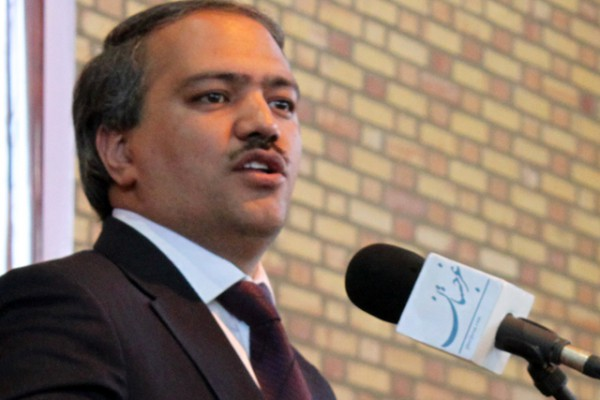
Ahmad Behzad.

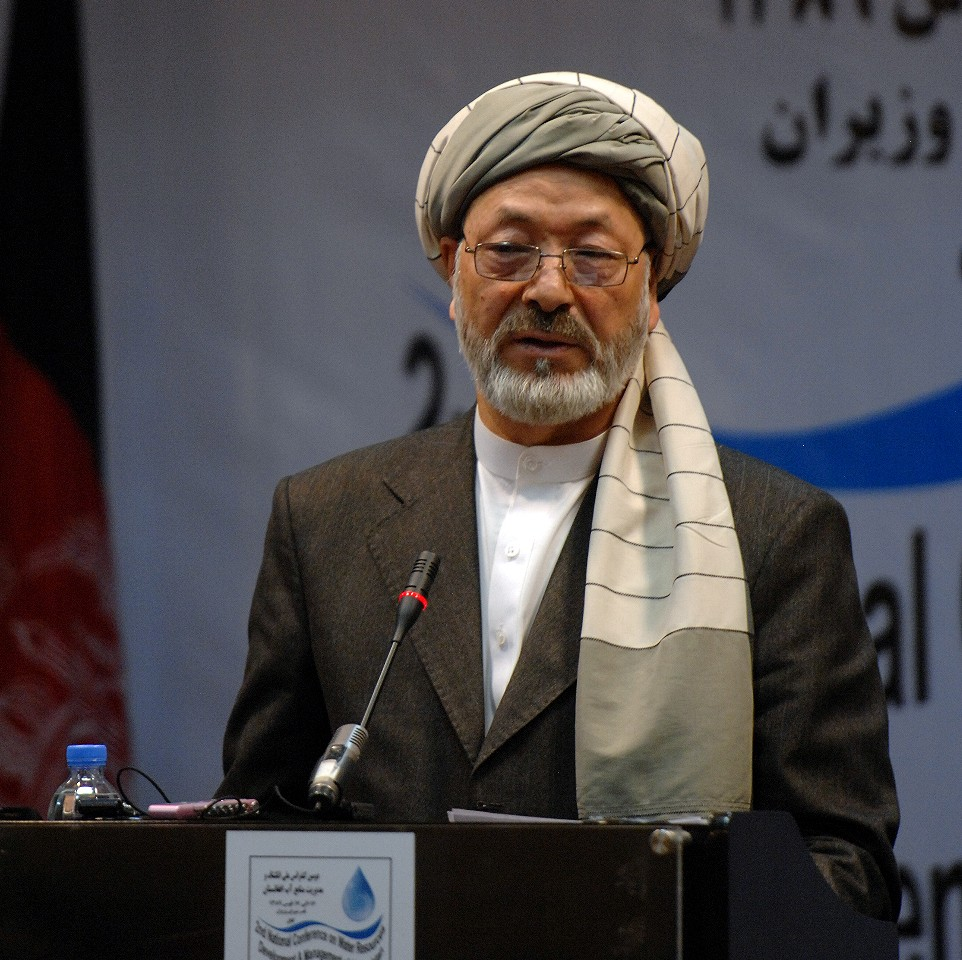
Karim Khalili.

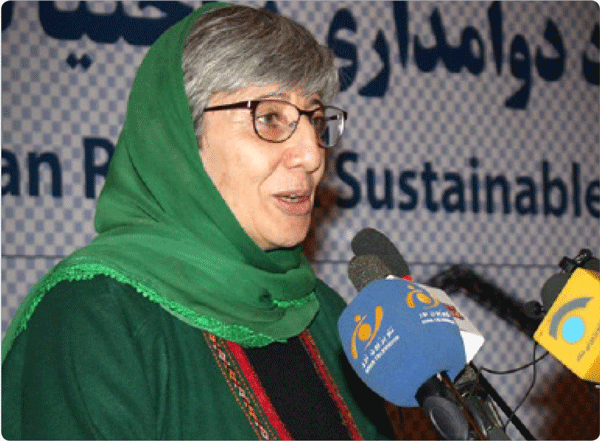
Sima Samar.

La résistance contre le pouvoir communiste et les Soviétiques s'est organisée assez rapidement. Ses différentes tendances (dont certaines étaient proches de l'Iran de l'ayatollah Khomeini) ont finalement été fédérées en 1989 au sein du Hezb-e Ouahdat (« le parti de l'unité ») dont le chef, Abdul Ali Mazârî, allait ensuite s'opposer aux talibans. Capturé en 1995 par les talibans, il trouva la mort dans des circonstances obscures, durant son transfert en hélicoptère de Kaboul vers Ghazni. Selon les talibans, il aurait tenté de s'évader. Il fait en réalité peu de doute qu'il a été assassiné avec certains de ses adjoints après avoir été torturé. Ses obsèques à Mazâr-e Charîf ont donné lieu à des manifestations gigantesques. Révéré comme un martyr (Chahîd), il est aujourd'hui couramment appelé « le père de la Nation » [hazâra].

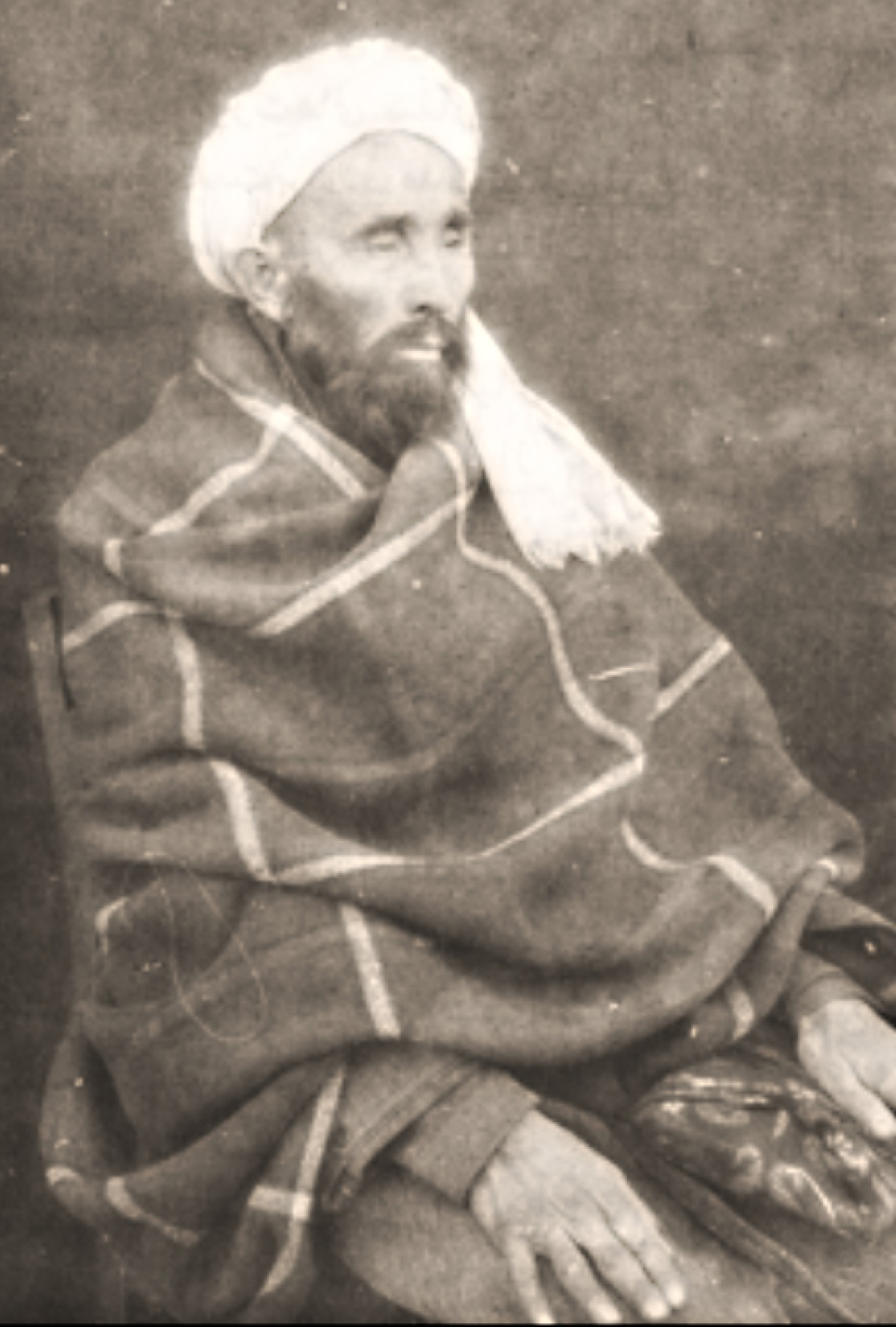
Faiz Mohammed Hazâra

Durant la guerre civile pour le contrôle de Kaboul (1992-1995), alliées d'abord au Hezb-e Islami d'Hekmatyâr, les milices du Wahdat ont participé aux combats contre celles de l'Ettehâd-e Islami (en) d'Abdul Rasoul Sayyaf (en), puis contre celles de Massoud qui tentaient de les désarmer. Les quartiers hazâras très peuplés de l'ouest de la capitale, d'abord bombardés, furent le théâtre de combats acharnés assortis de violences contre les populations civiles, notamment les femmes. Des conflits éclatèrent en outre entre différentes factions chiites courant 1994. Dans ce climat de confusion et de violence, le blocus de Kaboul était effectué par les troupes d'Hekmatyâr. Les populations étaient affamées. L'arrivée des talibans au début 1995 ramena le calme dans une ville dévastée, que 500 000 habitants (dont de nombreux Hazâras) avaient fui. En 1998, la prise de la ville de Mazar-e-Charif par les Talibans entraine le massacre de quatre à six mille Hazaras.
Pour parachever leur occupation du Hazâradjat, les talibans ont procédé en mars 2001 à la destruction des Bouddhas géants de Bâmiyân.
Après la chute des talibans, et la formation du gouvernement d'Hamid Karzai, les Hazâras ont normalement été intégrés et représentés au sein des nouvelles institutions. C'est ainsi que Karim Khalili, l'un des principaux dirigeants du parti Ouahdat, est devenu vice-président du gouvernement Karzaï en 2002, renouvelé en 2004. Le ralliement de Karim Khalili a toutefois poussé Muhammad Mohaqiq à provoquer une scission au sein du Ouahdat pour créer le parti de l'unité islamique du peuple afghan (dari: حزب وحدت اسلامی مردم افغانستان), qui a obtenu d'excellents résultats aux élections qui ont suivi.
Deux femmes d'origine hazâra sont entrées au gouvernement Karzaï. La première fut Sima Samar (née en 1957, docteur en médecine), ministre de la condition féminine en 2002-2003, contrainte à la démission par les éléments conservateurs du Parlement, qui lui reprochaient ses positions modernistes et libérales en matière législative. Elle présida de 2003 à 2019 la commission indépendante des droits de l'Homme en Afghanistan. Habiba Sarābi (née en 1956, docteur en médecine, hématologue) lui a succédé au ministère de la condition féminine en 2003-2004 ; elle a été nommée gouverneur de Bâmiyân en 2005 (première femme afghane à occuper un tel poste). C'est à elle que l'on doit en 2008 la création du parc naturel national de Band-e Amir. Cette année-là, Azra Jafari devient la première femme maire d'Afghanistan.
Il n'empêche que les Hazâras font toujours l'objet de diverses discriminations et sont en butte à l'hostilité de certaines ethnies, notamment les Koutchis, nomades pachtounes. De graves incidents opposent ainsi périodiquement, pour des raisons de tenure d'espaces agricoles, Hazâras et Koutchis dans le district de Behsud, situé à l'Ouest de la province de Ouardak. Le dernier en date, en juillet 2010, a causé la mort de plusieurs Hazâras.
Faiz Mohammed Hazâra (1862–1929), né dans la province de Ghazni, est un historien et un intellectuel, fonctionnaire (kateb) à la cour des émirs Abdur Rahman (1880-1901), Habibullah Châh (1901-1919), et Amanoullah (1919-1929). Il est l'auteur d'une histoire de l'Afghanistan (Siradj ul Taouarikh) en cinq volumes, ainsi que d'autres travaux dont une biographie de l'émir Habiboullah Châh. Il participa au mouvement constitutionnaliste naissant, ce qui lui valut un bref emprisonnement. 
Daoud Sarkhoch (né en 1971, dans le district de Deykandi) est un poète, musicien et chanteur.

## Musique
La musique traditionnelle, dite folklorique du peuple Hazara, riche et variée, chantée et/ou jouée par des hommes (Sarwar Sarkhosh, assassiné ;
et son frère Dawood Sarkhosh, exilé ; par exemple) et/ou des femmes, (Elaha Soroor par exemple).
C'est une musique est caractérisée par des rythmes rapides et entraînants, et dans d'autres cas par des mélodies mélancoliques utilisée pour exprimer les sentiments de perte et de chagrin. Les paroles sont chantées en persan et en hazara. Les instruments traditionnels sont notamment le dhol (tambour), le dombra, le rubab (un luth à long manche) et le sarangi (un instrument à cordes frottées), la flute.
La musique Hazara, maintenant interdite et réprimée par les talibans, étaient en Afghanistan est notamment pratiquées pour les fêtes et les mariages et elle contribue dans le monde au maintien de cette culture, face aux récits officiels, aux persécutions et aux dynamiques d'exclusion et d'effacement culturel. Selon George Murer (2024), de l'Université Columbia, cette musique est localement confrontée à l'Islam radical qui interdit la pratique de la musique (ce qui n'est pas le cas du Coran),, participe de la diplomatie culturelle des Hazaras, « qui repose sur leur capacité à façonner et à diffuser des encapsulations musicales de la bonne volonté, de la détermination, de l’adaptabilité et de l’ingéniosité des personnes qu’ils représentent, en faisant un geste vers l’extérieur vers une vision plus holistique de la société humaine ». Elle se perpétue au sein de la diaspora hazara, par des musiciens qui ont souvent du fuir les conflits et leur pays,.Le gouvernement autoproclamé de la République Démocratique du Hazaristan à Paris 29/10/2024

## Galerie

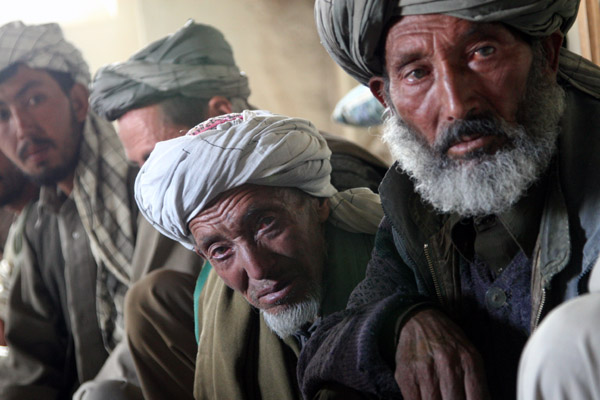
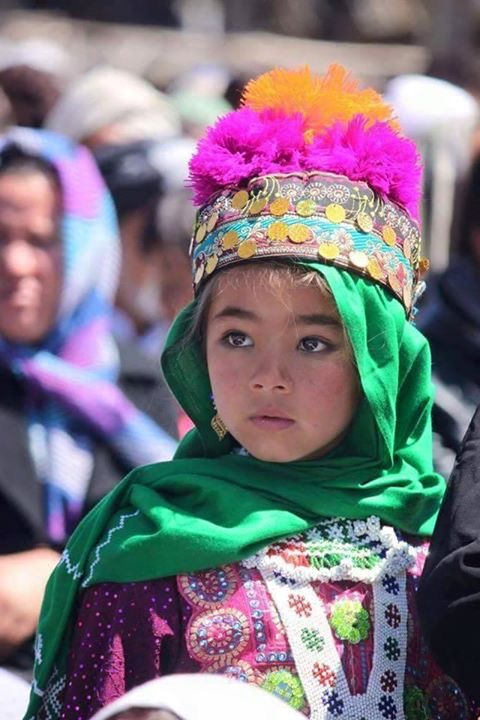
Une fillette hazara vêtue selon la tradition Hazara.

### Radio
- « Afghanistan, Pakistan : le spectre des violences sectaires ravivé : Épisode 3/4 », sur France Culture, Radio France, 8 novembre 2017 (consulté le 10 août 2022)

## Musique hazara
- Roots Revival, « Daido Hazaragi - Elaha Soroor & Mehdi Aminian », 27 juin 2024 (consulté le 5 octobre 2024)
- Roots Revival, « Roots Revival Series 6 - Hazara Music with Elaha Soroor (Full Concert) », 12 juin 2024 (consulté le 5 octobre 2024)
- Diaspora Arts Connection, « Elaha Soroor - Khina Biyarin (Let Her Sing 2023) », 14 mai 2024 (consulté le 5 octobre 2024)
- Transcordancias & Jugalbandis - World Music Live, « Elaha Soroor & Kefaya - "Gole Sadbarg" Førdefestivalen - Førde Festival 08/07/2022 », 23 octobre 2022 (consulté le 5 octobre 2024)